# Golubki
Golubki (Duits: Gollubien; 1938-1945: Kalkhof) is een plaats in het Poolse woiwodschap Ermland-Mazurië, in het district Olecki. De plaats maakt deel uit van de landgemeente Kowale Oleckie.